# Samuel Lino
Samuel Lino, né le 23 décembre 1999 à Santo André au Brésil, est un footballeur brésilien qui évolue au poste d'ailier gauche au CR Flamengo.

## Biographie

### Gil Vicente
Né à Santo André au Brésil, Samuel Lino est formé par le São Bernardo FC où il fait la majeure partie de sa formation, à l'exception d'un court passage au CR Flamengo. Il rejoint ensuite le Portugal, où il signe son premier contrat le 30 juin 2019 avec le Gil Vicente FC. 
Il joue son premier match le 17 août 2019 lors d'une rencontre de championnat face au Moreirense FC. Il entre en jeu à la place de Bozhidar Kraev et son équipe perd la rencontre par trois buts à zéro. Il inscrit son premier but face à cette même équipe, lors du match retour le 2 février 2020. Gil Vicente s'incline toutefois par cinq buts à un ce jour-là.
Devenant un joueur majeur de son équipe, Samuel Lino se distingue lors de la saison 2020-2021 en terminant meilleur buteur de son équipe avec onze réalisations en 37 matchs toutes compétitions confondues,. Ses prestations attirent notamment le SC Braga lors de l'été 2021. Il reste finalement au club.
Le 17 octobre 2021, Samuel Lino se fait remarquer lors d'une rencontre de coupe du Portugal face au Clube Condeixa en réalisant son premier doublé, et ce après être entré en jeu. Son équipe l'emporte finalement par cinq buts à zéro.

### Valence CF
Le 8 juillet 2022, Samuel Lino s'engage en faveur de l'Atlético de Madrid. Il signe un contrat courant jusqu'en juin 2027. Il est toutefois prêté au Valence CF quelques jours plus tard, le 28 juillet 2022. Il s'agit d'un prêt d'une saison sans option d'achat.
Il joue son premier match pour Valence le 14 août 2022, lors de la première journée de la saison 2022-2023 de Liga, face au Girona FC. Il est titularisé et son équipe s'impose par un but à zéro.

### Atlético de Madrid
Samuel Lino est intégré à l'équipe première de l'Atlético de Madrid lors de l'été 2023, à la fin de son prêt au Valence CF.

## Statistiques
| Saison                | Club                  | Championnat           | Championnat | Championnat | Championnat | Coupe nationale | Coupe nationale | Coupe nationale | Coupe de la Ligue | Coupe de la Ligue | Coupe de la Ligue | Supercoupe | Supercoupe | Supercoupe | Compétition(s) continentale(s) | Compétition(s) continentale(s) | Compétition(s) continentale(s) | Compétition(s) continentale(s) | Coupe du monde des clubs | Coupe du monde des clubs | Coupe du monde des clubs | Total | Total | Total |
| Saison                | Club                  | Division              | M.          | B.          | P.d.        | M.              | B.              | P.d.            | M.                | B.                | P.d.              | M.         | B.         | P.d.       | Comp.                          | M.                             | B.                             | P.d.                           | M.                       | B.                       | P.d.                     | M.    | B.    | P.d.  |
| 2019-2020             | Gil Vicente           | Liga NOS              | 20          | 2           | 4           | 2               | 0               | 0               | 3                 | 0                 | 0                 | -          | -          | -          | -                              | -                              | -                              | -                              | -                        | -                        | -                        | 25    | 2     | 4     |
| 2020-2021             | Gil Vicente           | Liga NOS              | 33          | 9           | 0           | 4               | 2               | 0               | -                 | -                 | -                 | -          | -          | -          | -                              | -                              | -                              | -                              | -                        | -                        | -                        | 37    | 11    | 0     |
| 2021-2022             | Gil Vicente           | Liga NOS              | 34          | 12          | 5           | 2               | 2               | 0               | 2                 | 0                 | 0                 | -          | -          | -          | -                              | -                              | -                              | -                              | -                        | -                        | -                        | 38    | 14    | 5     |
| Sous-total            | Sous-total            | Sous-total            | 87          | 23          | 5           | 8               | 4               | 0               | 5                 | 0                 | 0                 | -          | -          | -          | -                              | 0                              | 0                              | 0                              | -                        | -                        | -                        | 100   | 27    | 5     |
| 2022-2023             | Valence CF (prêt)     | Liga                  | 38          | 6           | 1           | 2               | 1               | 1               | -                 | -                 | -                 | 1          | 1          | 0          | -                              | -                              | -                              | -                              | -                        | -                        | -                        | 41    | 8     | 2     |
| 2023-2024             | Atletico Madrid       | Liga                  | 33          | 3           | 4           | 4               | 1               | 0               | -                 | -                 | -                 | 1          | 0          | 0          | C1                             | 6                              | 3                              | 3                              | -                        | -                        | -                        | 44    | 7     | 7     |
| 2024-2025             | Atletico Madrid       | Liga                  | 31          | 3           | 4           | 4               | 1               | 0               | -                 | -                 | -                 | -          | -          | -          | C1                             | 10                             | 0                              | 3                              | 2                        | 0                        | 0                        | 47    | 4     | 7     |
| Sous-total            | Sous-total            | Sous-total            | 64          | 6           | 8           | 8               | 2               | 0               | -                 | -                 | -                 | 1          | 0          | 0          | -                              | 16                             | 3                              | 6                              | 2                        | 0                        | 0                        | 91    | 11    | 14    |
| Total sur la carrière | Total sur la carrière | Total sur la carrière | 179         | 35          | 14          | 18              | 7               | 11              | 5                 | 0                 | 0                 | 2          | 1          | 0          | -                              | 16                             | 3                              | 6                              | 2                        | 0                        | 0                        | 222   | 46    | 31    |